# Angelo Emo (1938)
| «Анжело Емо»                                                            | «Анжело Емо» | «Анжело Емо» |
| ----------------------------------------------------------------------- | --- | --- |
| Angelo Emo                                                              | | |
|                                                                         | | |
| Італійський підводний човен «Енріко Таццолі», однотипний з «Анжело Емо» | | |
| Верф                                                                    | CRDA, Монфальконе | CRDA, Монфальконе |
| Під прапором                                                            | Королівство Італія | Королівство Італія |
| Належність                                                              | Королівські військово-морські сили Італії | Королівські військово-морські сили Італії |
| Порт приписки                                                           | BETASOM Кальярі | BETASOM Кальярі |
| На честь                                                                | Анжело Емо | Анжело Емо |
| Закладений                                                              | 16 лютого 1937 | 16 лютого 1937 |
| Спуск на воду                                                           | 29 червня 1938 | 29 червня 1938 |
| Введений до складу флоту                                                | 14 жовтня 1938 | 14 жовтня 1938 |
| На службі                                                               | 1938—1942 | 1938—1942 |
| Загибель                                                                | 7 листопада 1942 року потоплений протичовновим траулером HMS Lord Nuffield на початковій фазі операції «Смолоскип»                                                                                               | 7 листопада 1942 року потоплений протичовновим траулером HMS Lord Nuffield на початковій фазі операції «Смолоскип»                                                                                               |
| Сучасний статус                                                         | затоплений | затоплений |
| Бойовий досвід                                                          | Друга світова війна Битва за Атлантику Середземномор'я | Друга світова війна Битва за Атлантику Середземномор'я |
| Проєкт                                                                  | | |
| Тип ПЧ                                                                  | крейсерський дизель-електричний підводний човен | крейсерський дизель-електричний підводний човен |
| Основні характеристики                                                  | | |
| Швидкість (надводна)                                                    | 17,4 вузлів (32,2 км/год) | 17,4 вузлів (32,2 км/год) |
| Швидкість (підводна)                                                    | 8 вузлів (15 км/год) | 8 вузлів (15 км/год) |
| Робоча глибина занурення                                                | 100 м | 100 м |
| Дальність плавання                                                      | 7500 миль (13900 км) на швидкості 9,4 вузлів у надводному положенні 2500 миль (4600 км) на швидкості 17 вузлів у надводному положенні 120 миль (220 км) на швидкості 3 вузли (5,6 км/год) у підводному положенні | 7500 миль (13900 км) на швидкості 9,4 вузлів у надводному положенні 2500 миль (4600 км) на швидкості 17 вузлів у надводному положенні 120 миль (220 км) на швидкості 3 вузли (5,6 км/год) у підводному положенні |
| Екіпаж                                                                  | 58 офіцерів та матросів | 58 офіцерів та матросів |
| Розміри                                                                 | | |
| Довжина найбільша (по КВЛ)                                              | 73 м | 73 м |
| Ширина корпусу найб.                                                    | 7,19 м | 7,19 м |
| Висота                                                                  | 5,1 м | 5,1 м |
| Середня осадка (по КВЛ)                                                 | 4,7 м | 4,7 м |
| Водотоннажність надводна                                                | 1060 тонни | 1060 тонни |
| Силова установка                                                        | | |
| Дизель-електрична: 2 × дизельних двигуни CRDA 2 × електродвигуни CRDA   | | |
| Гвинти                                                                  | 2 | 2 |
| Потужність                                                              | 2 × 1800 к.с. (дизелі) 2 × 550 к.с. (електродвигуни) | 2 × 1800 к.с. (дизелі) 2 × 550 к.с. (електродвигуни) |
| Озброєння                                                               | | |
| Артилерія                                                               | 2 × 100-мм гармати OTO Mod. 1928 | 2 × 100-мм гармати OTO Mod. 1928 |
| Торпедно- мінне озброєння                                               | 8 × 533-мм торпедних апаратів 16 торпед | 8 × 533-мм торпедних апаратів 16 торпед |
| ППО                                                                     | 4 × 13,2-мм зенітних кулемети Breda Model 1931 | 4 × 13,2-мм зенітних кулемети Breda Model 1931 |

«Анжело Емо» (італ. Angelo Emo) — військовий корабель, крейсерський дизель-електричний підводний човен типу «Марчелло» Королівських ВМС Італії за часів Другої світової війни. «Анжело Емо» був закладений 16 лютого 1937 року на верфі компанії CRDA у Монфальконе. 29 червня 1938 року він був спущений на воду, а 14 жовтня 1938 року увійшов до складу Королівських ВМС Італії.

## Історія служби
У вересні 1940 року до французького Бордо на базу BETASOM почали прибувати італійські підводні човни, яких незабаром стало 27, котрі незабаром приєдналися до німецьких підводних човнів у полюванні на судноплавство союзників; поступово їхнє число збільшиться до 32. Вони зробили вагомий внесок у битву за Атлантику, попри те, що командувач підводного флоту ВМС Німеччини адмірал Карл Деніц відгукнувся про італійських підводників: «недостатньо дисципліновані» і «не в змозі залишатися спокійним перед лицем ворога».
Після невдалого першого військового патрулювання в Середземному морі «Емо» відплив 29 серпня 1940 року і пройшов Гібралтарську протоку для атлантичного патрулювання до Бордо 3 жовтня. «Емо» потопив одне судно на шляху до Бордо. Після невдалого патрулювання з 31 жовтня по 6 листопада 1940 року та з 5 грудня по 1 січня 1941 року «Емо» потопив ще одне британське суховантажне судно під час свого третього патрулювання з бази BETASOM. 20 серпня після чергового невдалого патрулювання «Емо» відплив із Бордо і пройшов Гібралтарську протоку, щоб повернутися до Неаполя 1 вересня 1941 року. Провівши два місяці як навчальний човен у школі підводних човнів у Пулі, «Емо» здійснив кілька патрулів у Середземномор'ї.
7 листопада 1942 року човен відплив з Кальярі і вирушив в зону патрулювання на південь від Сардинії; потім відправлений на північ від Алжиру, щоб протидіяти висадці союзників. 10 листопада «Анжело Емо» був виявлений протичовновим човном HMS Lord Nuffield, який бомбардував його глибинними бомбами, завдавши серйозної шкоди і змусивши спливти. Після короткого, але жорстокого артилерійського зіткнення, в якому було вбито 14 членів екіпажу «Емо», командир, враховуючи, що не було можливості втекти (двигуни були непрацездатні) наказав затопити свій човен. Вцілілі, що вижили після зіткнення були врятовані (і захоплені) британським підрозділом у полон.
У Середземному морі «Емо» здійснив 14 походів, пропливши 14 611 миль на поверхні та 2 276 миль у підводному положенні.